# Džej Ramadanovski

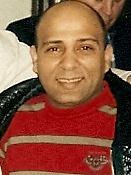
Džej Ramadanovski, 1998

Džej Ramadanovski (* 29. April 1964 in Belgrad; † 6. Dezember 2020 ebenda) war ein Roma-Sänger aus Ex-Jugoslawien.

## Leben und Karriere
Ramadanovski sprach Romanes und Serbisch. Sein Spitzname war Džeki. Er wuchs in Kruševac (Serbien) auf und lebte in der serbischen Hauptstadt Belgrad. 
Er gelangte auf den zweiten Platz am Grand Music Festival 2008 mit Imati pa nemati und wurde als männlicher Folksänger für den serbischen Popularitäts-Oscar 2011 nominiert. 1989 spielte er eine kleine Nebenrolle in den Filmen Hajde Da Se Volimo 2 und Vikend sa Ćaletom, in denen er eines seiner Lieder spielte.

## Diskografie

### Alben
- 1988: Zar ja da ti brišem suze
- 1988: Ljubio sam, nisam znao
- 1989: Jedan, dva
- 1991: Ko se s nama druži
- 1992: Blago onom ko rano poludi
- 1993: Rađaj sinove
- 1995: Sa moje tačke gledišta
- 1996: Upalite za mnom sveće
- 1997: Na ivici pakla
- 1998: Oprosti majko
- 1999: Zato
- 2001: Ludo vino
- 2003: Vozi, vozi...

### Live-Alben
- 2002: Uživo

### Kompilationen
- 1997: Balade

### Singles (Auswahl)
- 1990: Nedelja
- 1992: Gde Cu Sad, Moja Ruzo
- 1993: Rađaj sinove
- 1993: Seksi ritam
- 1995: Sunce ljubavi
- 1999: Zato
- 1999: Sto Si Tuzan, Prijatelju (mit Aca Lukas)
- 2000: Slavija (mit Mina Kostić)
- 2001: Drugi Put (Original: Hande Yener – Yalanın Batsın)
- 2005: Ima ona sve